# François-Charles Blacque-Belair
Pour les autres membres de la famille, voir Blacque-Belair.
François-Charles Blacque-Belair (17 avril 1781 à Paris - 20 avril 1860 à Paris), est un banquier et homme politique français.

## Biographie
Fils de Jean-Jacques Blacque, sieur de Belair, conseiller du roi, notaire au Châtelet et échevin de Paris, et de Catherine Victoire de Varenne, il était lieutenant de vénerie, banquier et maître de forges.
Propriétaire et maire de Poullaouen de 1821 à 1836, il se déclara en faveur de la révolution de juillet 1830, qui le fit conseiller général et député. 
Blacque de Belair fut élu à la Chambre, le 21 octobre, par le 3e arrondissement du Finistère (Châteaulin), et réélu le 5 juillet 1831.
Son mandat lui ayant été successivement renouvelé aux élections des 21 juin 1834 et le 4 novembre 1837, Blacque-Belair continua de voter presque toujours avec l'opposition libérale.

## Vie familiale
Il épousa Louise Pauline Doulcet d'Egligny, fille de Louis, chevalier Doulcet d'Egligny, avocat et maire du 4e et du 7e arrondissement de Paris. Ils eurent :
- Louise, épouse d'Isidore Geoffroy Saint-Hilaire
- Pauline, épouse de Frédéric Jacquemart
- Paul-Louis, banquier, gendre d'Alexandre-Adolphe Delacour
- Arthur, marié à Marie-Jules Quesnel
  - Henri Blacque-Belair, général, écuyer en chef du Cadre noir de Saumur, marié à Fernande Rodrigues-Henriques
    - Aimery Blacque-Belair

## Sources
- « François-Charles Blacque-Belair », dans Adolphe Robert et Gaston Cougny, Dictionnaire des parlementaires français, Edgar Bourloton, 1889-1891 [détail de l’édition]